# Ciecierzyn-Piekło
Ciecierzyn-Piekło – część wsi Ciecierzyn w Polsce, położona w województwie opolskim, w powiecie kluczborskim, w gminie Byczyna.
W latach 1975–1998 Ciecierzyn-Piekło należało administracyjnie do województwa opolskiego.